# La visita del fraile
La visita del fraile o El crimen de Castillo I es un óleo realizado hacia 1798–1800 o 1808–1812 por el pintor español Francisco de Goya. Sus dimensiones son de 40 × 32 cm. Se encuentra en la colección particular del marqués de la Romana. Pertenece a una serie de once cuadros de gabinete, de los cuales se conservan ocho. Igual que Interior de prisión remite a un hecho contemporáneo al artista: el asesinato del comerciante madrileño Francisco de Castillo.

## Descripción
El cuadro alude a un hecho contemporáneo a Goya conocido como el crimen de Castillo que conmocionó a la comunidad de Madrid. María Vicenta mendieta, de 32 años, era la esposa de Francisco de Castillo, un acomodado comerciante madrileño. Peleada con su esposo, se enamoró de su primo menor Santiago San Juan, de 24 años. Juntos, conspiraron y decidieron matar a su marido. La noche del 9 de diciembre de 1797 Francisco de Castillo se acostó temprano debido a una infección en la boca. María Vicenta le dio a beber un "suero" (probablemente láudano), y luego a las siete y cuarto dejó entrar a su primo enmascarado en la alcoba. Santiago San Juan asesinó a de Castillo con once puñaladas. Cuando se descubrió el crimen, María Vicenta y su amante fueron encarcelados, juzgados y condenados a muerte. La madre de María Vicenta suplicó en vano al rey la gracia para su hija, mencionando su condición de noble y hasta sugiriendo locura.

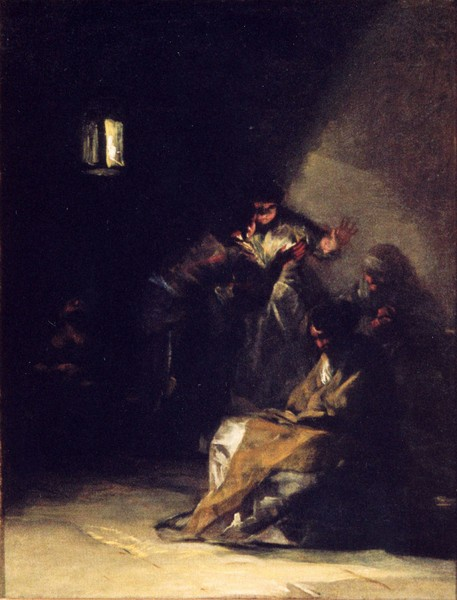
Interior de prisión continúa la narración iniciada en La visita del fraile.

El cuadro representa el momento antes del asesinato. María Vicenta está elegantemente vestida, sentada en una silla con dos sirvientas a sus pies. Es visitada por un amante vestido de monje barbudo. Solo se puede ver el perfil de una figura encapuchada e inmóvil con un hábito marrón, parada ominosamente en la entrada. La mujer señala con la mano el lugar donde se encuentra Francisco del Castillo. El pintor enfatiza el gesto de la mujer de incitar al crimen. El segundo hombre encapuchado que está afuera puede ser el hermano de Santiago.